# Debbie Nathan
Debbie Nathan (* 27. August 1950 in Houston, Texas) ist eine US-amerikanische Journalistin, Übersetzerin und Autorin.

## Leben
Nathan wuchs in einem jüdischen Haushalt in Houston auf, sie besuchte das Shimer College in Illinois und schloss 1972 an der Temple University mit einem Bachelorexamen ab. Im Fach Linguistik errang sie einen Master-of-Arts-Abschluss der University of Texas, El Paso.
Nathan unterrichtet das Fach Englisch als zweite Sprache am New Yorker Brooklyn College, bevor sie 1980 als Journalistin nach Chicago zur Zeitung Chicago Reader ging. 1984 wurde sie in El Paso, Texas, Journalistin bei der El Paso Times. Seit den 1980er Jahren ist sie freie Journalistin und arbeitete zum Beispiel für den San Antonio Current, bevor sie im Jahre 2000 sich in New York niederließ.
In Nathans letztem Werk Sybil Exposed nimmt sie sich des Falls von Sybil an, die Ärzten zufolge eine dissoziative Identitätsstörung (DIS) hatte. Sie deckte in ihrem Buch auf, dass Sybils Symptombild wahrscheinlich andere Ursachen hatte.
Nathan ist im Vorstand einer Organisation, die sich um Menschen kümmert, die fälschlich beschuldigt wurden, Kinder belästigt zu haben, des National Center for Reason and Justice (NCRJ).

## Preise und Auszeichnungen
- Henry L. Mencken Award for Investigative Journalism
- Pen West Award for Journalism

## Veröffentlichungen
- Women and other Aliens. Essays from the U.S.-Mexico Border. Cinco Puntos Press, El Paso, Texas 1991, ISBN 0-938317-08-3.
- mit Michael R. Snedecker: Satan's Silence: Ritual Abuse and the Making of a Modern American Witch Hunt. Basic Books, New York City 1995, ISBN 0-465-07181-3.
- Pornography (Groundwork Guides). Groundwood Books, Toronto 2007, ISBN 978-0-88899-767-8.
- Sybil Exposed. The Extraordinary Story Behind the Famous Multiple Personalities. Free Press, New York City 2011, ISBN 978-1-4391-6827-1.
  - als elektronische Ressource: Scribe Publishers, Brunswick 2011, ISBN 978-1-921844-49-2.

## Übersetzungen
- mit Willivaldo Delgadillo: Luis Humberto Delgadillo: The Moon Will Forever Be a Distant Love (La luna será un dificíl amor), Cinco Puntos Press, El Paso, Teas 1997, ISBN 0-938317-31-8.